# (38528) 1999 UL4
1999 UL4 (asteroide 38528) é um asteroide da cintura principal. Possui uma excentricidade de 0.06756400 e uma inclinação de 8.64556º.
Este asteroide foi descoberto no dia 31 de outubro de 1999 por Charles W. Juels em Fountain Hills.